# Nsele
Nsele är en flod i Kongo-Kinshasa och mynnar ut i Kongofloden vid Malebodammen 28 km öster om Kinshasas centrum. Nsele rinner upp i provinsen Kongo-Central, och en del av floden utgör gräns mellan Kongo-Central och Kinshasa.